# قيطم مغطى
قيطم مغطى (الاسم العلمي: Xenopus vestitus) (بالإنجليزية: Kivu clawed frog)‏ هو نوع من البرمائيات يتبع جنس القيطم من فصيلة الضفادع عديمة اللسان.